# Onitis crassus
Onitis crassus là một loài bọ cánh cứng trong họ Bọ hung (Scarabaeidae).